# GAME
GAME er en international non-profitorganisation, der kombinerer gadeidræt og streetkultur med sociale formål. Visionen er at skabe lige muligheder for alle børn og unge. Organisationen blev grundlagt i 2002 af Martin Schultz, George Goldsmith og Simon Prahm og har hovedkontor i København, Danmark. GAME har desuden en selvstændig datter organisationer i Libanon. Afdelingen i Libanon blev grundlagt i 2008. Derudover arbejdet GAME gennem en række lokale partnere og havde i 2021 aktiviteter i otte lande (Danmark, Norge, Tyskland, Libanon, Jordan, Tunesien, Ghana, Somaliland).
Metoden som anvendes for at opnå visionen, er at uddanne lokale unge fra almene boligområder som gadeidrætsinstruktører og rollemodeller (GAME Playmakers). Uddannelsen ruster de unge til at drive ugentlige træninger i gadeidræt og gadekultur i GAME zoner fordelt i store og mellemstore byer. GAME Playmakers virker desuden som rollemodeller i de almene boligområder og beskrives af organisationen som en vigtig del af de sociale forandringer organisationen arbejder for.
Organisationen er registreret i Danmark som forening og godkendt efter ligningslovens paragraf 8A. Den overordnede ledelse varetages af en frivillig bestyrelse, som vælges af repræsentantskabet på den årlige generalforsamling.

## GAME Streetmekka
Udover de forskellige GAME zoner som organisationens frivillige driver til dagligt, driver GAME også fire kommunalt ejet indendørs gadeidrætsfaciliteter (kaldet GAME Streetmekka), hvor gadesport og gadekultur bliver dyrket. Den første indendørs facilitet - GAME København – åbnede i 2010 i samarbejde med Københavns Kommune. Den grundlæggende tanke bag huset er at skabe et tilgængeligt og fleksibelt tilbud til alle, som vil dyrke selvorganiserede idræt på asfalt.
Streetmekka nummer to ligger i Esbjerg. Her er en gammel DSB remise blevet omformet til et asfalteret hus til gadeidræt og gadekultur. GAME Streetmekka Esbjerg åbnede i januar 2016.
Streetmekka nummer tre ligger i Aalborg. Her er en gammel industribygning på Kridtsløjfen ved Eternitten, transformeret og indrettet til gadeidræt. Den gamle betonbygning som tidligere fungerede som laboratoriehal for Dansk Eternit-Fabrik, har gennemgået en forvandling fra udtjent industribygning til innovativt streetkulturhus. Bygningen er renoveret og istandsat med respekt for den oprindelige bygnings kvaliteter og ånd. GAME Streetmekka Aalborg åbnede 15. februar 2018.
Streetmekka nummer fire ligger i Viborg i en transformeret Vestas vindmøllefabrik. Faciliteten er tegnet af EFFEKT Arkitekter og har vundet et stort antal priser. Blandt disse er IAKS Award, Statens Kunstfond, og Dazeen. Derudover har faciliteten været indstillet til Mies van der Rohe-prisen. GAME Streetmekka Viborg åbnede 9. marts 2018.

## Priser og udnævnelser
2022: Top 200 NGO (nummer 117)
2014: CSR Awards
2013: IAKS Award til GAME Streetmekka København (International Association for Sports and Leisure Facilities)
2011: AOK’s Byens Bedste Nye Initiativ
2008: Integrationsministeriets Integrationspris
2004: Gerlev Idrætspris
2003: Københavns Kommunes Integrationspris